# Université Toulouse-Jean-Jaurès
L'Université Toulouse-Jean-Jaurès precedentemente conosciuta come Université de Toulouse-Le Mirail, chiamata anche Toulouse II, è un'università pubblica francese situata a Tolosa, in Francia. È una delle 3 università successive all'Università di Tolosa.
È specializzata nei campi delle lettere, delle arti, delle scienze umane e sociali.
Il campus, situato nel grande progetto architettonico di Tolosa degli anni '60, Mirail, è stato progettato e costruito dal team di architetti Candilis-Josic-Woods.

## Laureati famosi
- Kader Arif, politico francese
- Zacharie Tshimanga Wa Tshibangu, storico e scrittore della Repubblica Democratica del Congo

## Insegnanti famosi
- Jean Séguy, linguista, docente e filologo francese
- Michel Zink, filologo e storico della letteratura francese